# Ruairí Ó Brádaigh
Ruairí Ó Brádaigh, nato Peter Roger Casement Brady (Longford, 2 ottobre 1932 – Roscommon, 5 giugno 2013), è stato un politico irlandese.

## Biografia
Repubblicano, si arruolò nell'Irish Republican Army negli anni '50 e divenne due volte capo di stato maggiore nel decennio successivo. Entrato a far parte del Provisional IRA al momento della scissione nel 1970, divenne presidente del Provisional Sinn Féin. Nel 1972, succedette a Joe Cahill come capo di stato maggiore del Provisional IRA, ma fu arrestato il 30 dicembre in Irlanda e condannato a sei mesi di prigione per appartenenza all'IRA. In seguito all'abbandono dell'astensionismo da parte di quest'ultimo, lo lasciò e fondò il Republican Sinn Féin nel 1986.